# Klasyfikacja medalowa Zimowych Igrzysk Olimpijskich 2022
Klasyfikacja medalowa Zimowych Igrzysk Olimpijskich 2022 przedstawia zestawienie medali Narodowych Komitetów Olimpijskich podczas zawodów olimpijskich Pekin 2022.

## Klasyfikacja państw
Poniższa tabela przedstawia klasyfikację medalową państw, które zdobyły medale na Zimowych Igrzyskach Olimpijskich 2022 w Pekinie, sporządzoną na podstawie oficjalnych raportów Międzynarodowego Komitetu Olimpijskiego. Klasyfikacja posortowana jest najpierw według liczby osiągniętych medali złotych, następnie srebrnych, a na końcu brązowych. W przypadku, gdy dwa kraje zdobyły tę samą liczbę medali wszystkich kolorów, o kolejności zdecydował porządek alfabetyczny.
| Miejsce | Państwo                     | złoto | srebro | brąz | Razem |
| ------- | --------------------------- | ----- | ------ | ---- | ----- |
| 1.      | Norwegia                    | 16    | 8      | 13   | 37    |
| 2.      | Niemcy                      | 12    | 10     | 5    | 27    |
| 3.      | Stany Zjednoczone           | 9     | 9      | 7    | 25    |
| 4.      | Chińska Republika Ludowa    | 9     | 4      | 2    | 15    |
| 5.      | Szwecja                     | 8     | 5      | 5    | 18    |
| 6.      | Holandia                    | 8     | 5      | 4    | 17    |
| 7.      | Austria                     | 7     | 7      | 4    | 14    |
| 8.      | Szwajcaria                  | 7     | 2      | 6    | 15    |
| 9.      | Rosyjski Komitet Olimpijski | 5     | 12     | 15   | 32    |
| 10.     | Francja                     | 5     | 7      | 2    | 14    |
| 11.     | Kanada                      | 4     | 8      | 14   | 26    |
| 12.     | Japonia                     | 3     | 7      | 8    | 18    |
| 13.     | Włochy                      | 2     | 7      | 8    | 17    |
| 14.     | Korea Południowa            | 2     | 5      | 2    | 9     |
| 15.     | Słowenia                    | 2     | 3      | 2    | 7     |
| 16.     | Finlandia                   | 2     | 2      | 4    | 8     |
| 17.     | Nowa Zelandia               | 2     | 1      | 0    | 3     |
| 18.     | Australia                   | 1     | 2      | 1    | 4     |
| 19.     | Wielka Brytania             | 1     | 1      | 0    | 2     |
| 20.     | Węgry                       | 1     | 0      | 2    | 3     |
| 21.     | Belgia                      | 1     | 0      | 1    | 2     |
| 21.     | Czechy                      | 1     | 0      | 1    | 2     |
| 21.     | Słowacja                    | 1     | 0      | 1    | 2     |
| 24.     | Białoruś                    | 0     | 2      | 0    | 2     |
| 25.     | Hiszpania                   | 0     | 1      | 0    | 1     |
| 25.     | Ukraina                     | 0     | 1      | 0    | 1     |
| 27.     | Estonia                     | 0     | 0      | 1    | 1     |
| 27.     | Łotwa                       | 0     | 0      | 1    | 1     |
| 27.     | Polska                      | 0     | 0      | 1    | 1     |
| Łącznie | Łącznie                     | 109   | 109    | 109  | 327   |

## Zmiany w klasyfikacji medalowej

### Narciarstwo dowolne – skicross kobiet
Brązowa medalistka ze Szwajcarii Fanny Smith, początkowo przekroczyła metę na trzecim miejscu i myślała, że zdobyła brązowy medal. Daniela Maier z Niemiec zajęła czwarte miejsce. Jednak po 10-minutowej ocenie sędziów wyścigu Smith została ukarana karą za starcie z Maier, dlatego podczas ceremonii wręczenia nagród 17 lutego 2022 roku, Maier otrzymała brązowy medal.
W dniu 26 lutego 2022 roku, po zakończeniu Igrzysk Olimpijskich, w następstwie odwołania Fanny Smith, Komisja Apelacyjna FIS podjęła decyzję o uchyleniu decyzji Jury FIS. W wyniku wygranej w apelacji Smith awansowała na trzecie miejsce, natomiast Maier oficjalnie zajęła czwarte miejsce, co znalazło odzwierciedlenie na stronie internetowej FIS.
FIS nie ma prawa podejmować decyzji w sprawie zwrotu i redystrybucji medali, gdyż kwestia ta leży w wyłącznej kompetencji MKOl; dlatego też w swojej decyzji Komisja Apelacyjna FIS nie wspomniała ani słowem na temat medali i ich redystrybucji, a MKOl ma w tej kwestii ostatnie słowo. 13 grudnia 2022 roku Sportowy Sąd Arbitrażowy zdecydował, że obydwie zawodniczki otrzymają podwójne brązowe medale i podzielą się trzecim miejscem.

### Kamiła Walijewa
W dniu 29 stycznia 2024 roku, Sportowy Sąd Arbitrażowy (CAS) zdyskwalifikował Kamiłę Walijewę na cztery lata z mocą wsteczną do 25 grudnia 2021 roku za naruszenie przepisów antydopingowych. W dniu 30 stycznia 2024 roku ISU przeniosła medale w zawodach drużynowych w łyżwiarstwie figurowym, gdzie drużyna Stanów Zjednoczonych otrzymała złoto, a Japonii srebro, jednocześnie obniżając drużynę ROC do brązu.